# Acacia arborea
Acacia arborea é uma espécie de leguminosa do gênero Acacia, pertencente à família Fabaceae.